# イフ (雑誌)

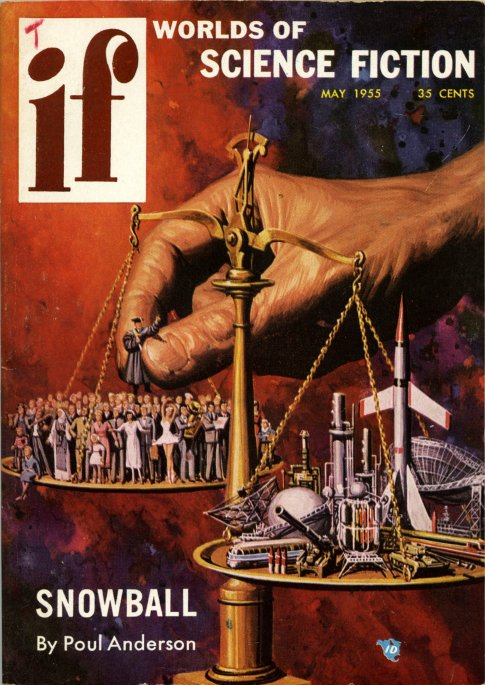
1955年5月号の表紙。ケネス・ファッグ（Kenneth Fagg）画。絵の題名は「テクノクラシー対人間性」。

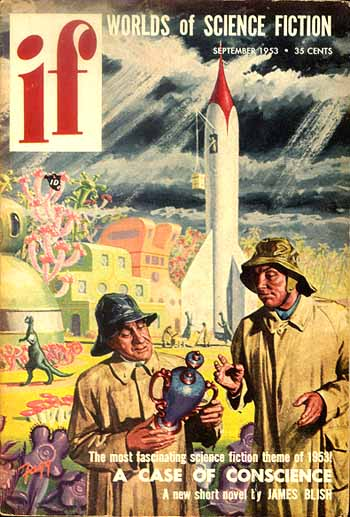
ブリッシュ『悪魔の星』が掲載された1953年9月号の表紙。

『イフ』（If）はアメリカ合衆国のSF雑誌である。1952年3月にクイン社のジェイムズ・L・クインによって創刊された。当初は月刊で発行された。初代編集長としてポール・W・フェアマンが雇用されたが、売れ行きが芳しくなかったためたったの3号で彼は解雇された。その後はクイン自らが編集長の役を果たした。彼は1958年末までその仕事を続けた（ただし1953年中期以降はラリー・ショーが実質的に編集長を継いでいた）。1958年にデーモン・ナイトが編集長となったが、その3号後にクインは雑誌をギャラクシー社のロバート・グインに売却した。
ギャラクシー社の選んだ新編集長はホレース・L・ゴールドで、彼は『ギャラクシー』誌の編集長でもあった。2年後にフレデリック・ポールがその地位を引き継ぎ、ポールの采配の下で『イフ』誌は大成功の時代を迎えた。1966年から68年の3年間に渡り『イフ』誌はヒューゴー賞ベスト商業誌部門を受賞している。1966年にグインは自分が経営する全ての雑誌をUPD社に売却した。F・ポールは編集をやめて作家業に戻った。続くエイラー・ヤコブソン編集長の下では雑誌は低調となり、売り上げは激減し、刊行は隔月になった。1974年にジム・ビーンが編集長となったが、紙の値段の高騰のためUPD社はSF雑誌を2つも維持できなくなり、本誌は74年12月号（通算175号）を最後に、より古い『ギャラクシー』に統合された。
『イフ』は第一級のSF雑誌とまでは見なされていないが、それなりの成功を遂げた。22年間の歴史の中でロバート・A・ハインラインの長編『月は無慈悲な夜の女王』、ハーラン・エリスンの短編「おれには口がない、それでもおれは叫ぶ」など多くの有名賞受賞作を世に送り出した。この雑誌からデビューした著名作家も何人かいる。そのうち最高の成功者は「いちばん寒い場所」を引っさげて1964年12月号に登場したラリー・ニーヴンであろう。

## 背景
SFの出版は1920年代以前から行なわれていたが、このジャンルが独立な市場を形成するのは1926年、すなわちヒューゴー・ガーンズバックがパルプ雑誌『アメージング・ストーリーズ』を創刊してからのことである。1930年代の終わりまでには第一次のブームが到来したが、第二次世界大戦による紙不足のため何誌かが廃刊となった。市場の活気は1940年代末期までには回復した。1946年には8誌であったSF雑誌は1950年には20誌に、1954年には22誌にまで増加したのである。『イフ』は、この第二次ブームの最中に創刊された。

## 内容と評価
『イフ』の創刊号（1952年3月号）は、同年1月7日に発売となった。巻頭作品はハワード・ブラウンの"Twelve Times Zero"というSF仕立ての殺人ミステリであった。他に作品を載せたのはレイモンド・A・パーマー、リチャード・S・シェイヴァー、ログ・フィリップスといったジフ＝デイヴィス社（Ziff-Davis）の雑誌の常連作家たちであった。ブラウンは当時の一流SF雑誌『アメージング・ストーリーズ』（ジフ＝デイヴィス社）の編集長であった。初代編集長ポール・フェアマンはジフ＝デイヴィス社の常連作家たちとは近しい間柄で、個人的な好みから彼らを重用したが、このことは雑誌を上手く運営するにはマイナスであった。フェアマン時代には小説や社説に加えてお便り欄、ウィルスン・タッカーによる人物紹介コーナー、科学関係のニュース、イギリスの著名なSFファンであるケン・スレイターの論説、SF番組"Tales of Tomorrow"の紹介が掲載された。

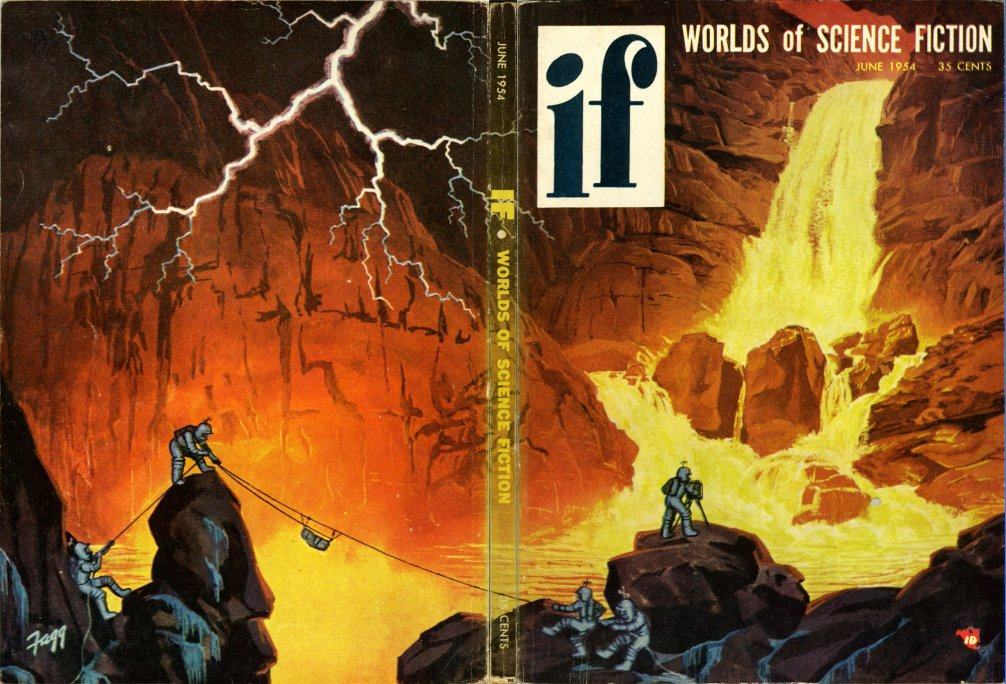
1954年6月号。表紙から裏表紙まで一続きの絵（ケネス・ファッグ画「水星の溶岩の滝」）となっている。

クイン社長がフェアマンを解雇し、ラリー・ショーの補佐のもと自ら編集に当たるようになると、『イフ』誌は大いに改善され、良作も載るようになった。ジェイムズ・ブリッシュの『悪魔の星』は1953年9月号に掲載され、ヒューゴー賞 長編小説部門の初の受賞作となった。1950年代のSF界において支配的であった雑誌と言えば『アスタウンディング』、『ギャラクシー』、『F&SF』であり、『イフ』は品質的に一段階ほど格下であった。例えばSF史家フランク・M・ロビンソンは本誌を「マイナー雑誌の中では最もメジャー」と表現している。1950年代にはハーラン・エリスンやアーサー・C・クラークといった著名作家の寄稿もあった。クラークの『遥かなる地球の歌』の基となった同名短編が掲載されたのは1958年6月号である。アイザック・アシモフの短編「ナンバー計画」は1958年2月号に掲載され、幾度も再版された。
フレデリック・ポール編集長の時代は本誌の全盛期であった。1966年・67年・68年には、今まで長きに渡って『アナログ』と『F&SF』に独占されてきたヒューゴー賞ベスト商業誌部門を3年連続で奪取した。フランク・M・ロビンソンは「ヒューゴー賞を3連続で受賞した時に驚いた人間はただ1人、編集に明け暮れていたポールのみであった。」と述べている。1967年に発表されたニーヴンの「中性子星」、1968年のエリスン「おれには口がない、それでもおれは叫ぶ」はいずれもヒューゴー賞を受賞した。ポールはE・E・スミスに〈スカイラーク・シリーズ〉（1920年代に始まったシリーズだが、60年代当時にも人気を保っていた）の完結編、『スカイラーク対デュケーヌ』を書かせることにも成功している。A・E・ヴァン・ヴォークトの"The Expendables"（『目的地アルファ・ケンタウリ』の一部となる中編）も掲載された。他に大当たりした作品を挙げるならば、『月は無慈悲な夜の女王』（掲載：1965年12月号 - 66年4月号）を初めとするロバート・A・ハインラインの長編3作がある。
ポールは、毎号に必ず新人作家の作品を載せることをポリシーとしていた。その最初が9月号のジョゼフ・L・グリーン"Once Around Arcturus"で、これは異なる惑星に暮らす男女間の求愛を扱う作品であった。1962年から65年の間、『イフ』誌の新人発掘枠からデビューした作家の中にはアレクセイ・パンシンのように有名作家になった者もいる。際立って有名なのは64年12月号に「いちばん寒い場所」を引っさげて登場したラリー・ニーヴンであろう。ガードナー・ドゾワも『イフ』の新人発掘枠の出身者である。異星人にとり憑かれた人間を描いた彼の作品、"The Empty Man"は1966年9月号に掲載された。火星の見捨てられた植民団を描く、ジーン・ウルフの"Mountains Like Mice"は66年5月号の掲載である（厳密にはこれは処女作ではなく、ウルフは65年に別の雑誌からデビューしている）。
1960年代の『イフ』のカバー画は、典型的なアクション指向であり、怪物や宇宙人が描かれた。ポールが採用した作品のいくつかは若年読者に狙いを定めたものであった。例えば1966年に始まったブリッシュの"The Hour Before Earthrise"というシリーズは、10代の天才とそのガールフレンドが反重力発生装置のせいで火星に立ち往生する物語である。SF史研究家マイク・アシュリーの分析によれば、『イフ』誌は60年代の人気TVドラマ（『ドクター・フー』や『宇宙大作戦』）からSFに入った新世代の読者層を捕らえようとしていたのである。『イフ』は気さくな雰囲気のお便り欄も維持しており、他の雑誌に比べればファン主体の議論が展開されていた。そして1966年から68年の期間はリン・カーターによるコラムが読者にSFファンダムの多様な側面を紹介した。これらの記事もまた、どちらかと言えば若年層にアピールするものであった。

## 書誌学的情報
判型はその出版史を通じて常にダイジェスト・サイズ（ほぼA5判に相当するサイズ）であった。容量は124ページから164ページまで、時期によって変動があった。月刊誌として創刊されたが、隔月となった時期もある。価格は、創刊当初は35セントであったが年代と共に上昇し、最終的には75セントとなった。

### 歴代編集長
- ポール・W・フェアマン（Paul W. Fairman）: 1952年3月号 – 1952年9月号
- ジェイムズ・L・クイン（James L. Quinn）: 1952年11月号 – 1958年8月号。ただし1953年5月号から1954年3月号はラリー・ショーが補佐に当った。
- デーモン・ナイト（Damon Knight）: 1958年10月号 – 1959年2月号
- H・L・ゴールド（H.L. Gold）: 1959年7月号 – 1961年11月号
- フレデリック・ポール（Frederik Pohl）: 1962年1月号 – 1969年5月号
- エイラー・ヤコブソン[注 1]（Ejler Jakobsson）: 1969年10月号 – 1974年1・2月号
- ジム・ビーン[注 1]（Jim Baen）: 1974年3・4月号 –1974年12月号
- クリフォード・ホング[注 1]（Clifford Hong）: 1986年9・11月号

## 訳注
1. 1 2 3 4  これらの固有名詞のカナ転写は投稿者による暫定的なものであって、必ずしも語学的な正確性や既存の資料との整合性は保証されないことに留意されたい。

## 参考資料
- Ashley, Mike (2005). Transformations: The Story of the Science Fiction Magazines from 1950 to 1970. Liverpool: Liverpool University Press. ISBN 0-85323-779-4.
- Robinson, Frank M. (1999). Science Fiction of the 20th Century: An Illustrated History. New York: Barnes & Noble. ISBN 0-7607-6572-3.
- Tuck, Donald H. (1982). The Encyclopedia of Science Fiction and Fantasy: Volume 3. Chicago: Advent: Publishers, Inc.. ISBN 0-911682-26-0.
- Nicholls, Peter (1979). The Encyclopedia of Science Fiction. St Albans: Granada Publishing. ISBN 0-586-05380-8.